# Staatsstraße 11 (Finnland)

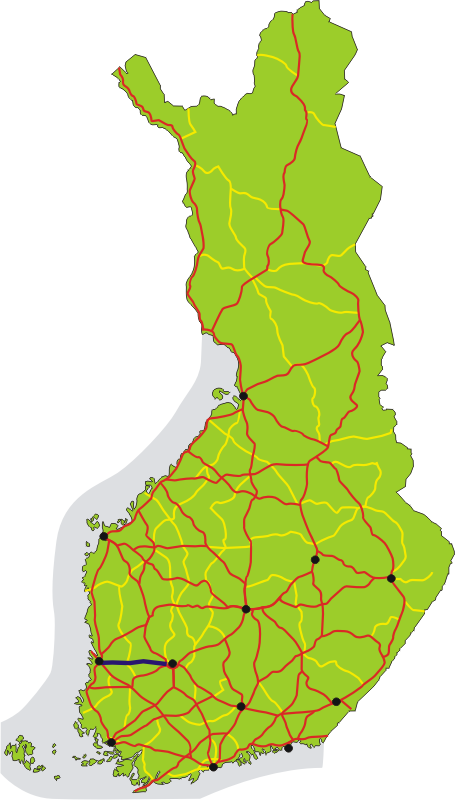
Verlauf der Staatsstraße 11

Die finnische Staatsstraße 11 (finn. Valtatie 11, schwed. Riksväg 11) führt von Nokia westlich von Tampere in westlicher Richtung nach Pori. Die Straße ist 97 Kilometer lang. 

## Streckenverlauf

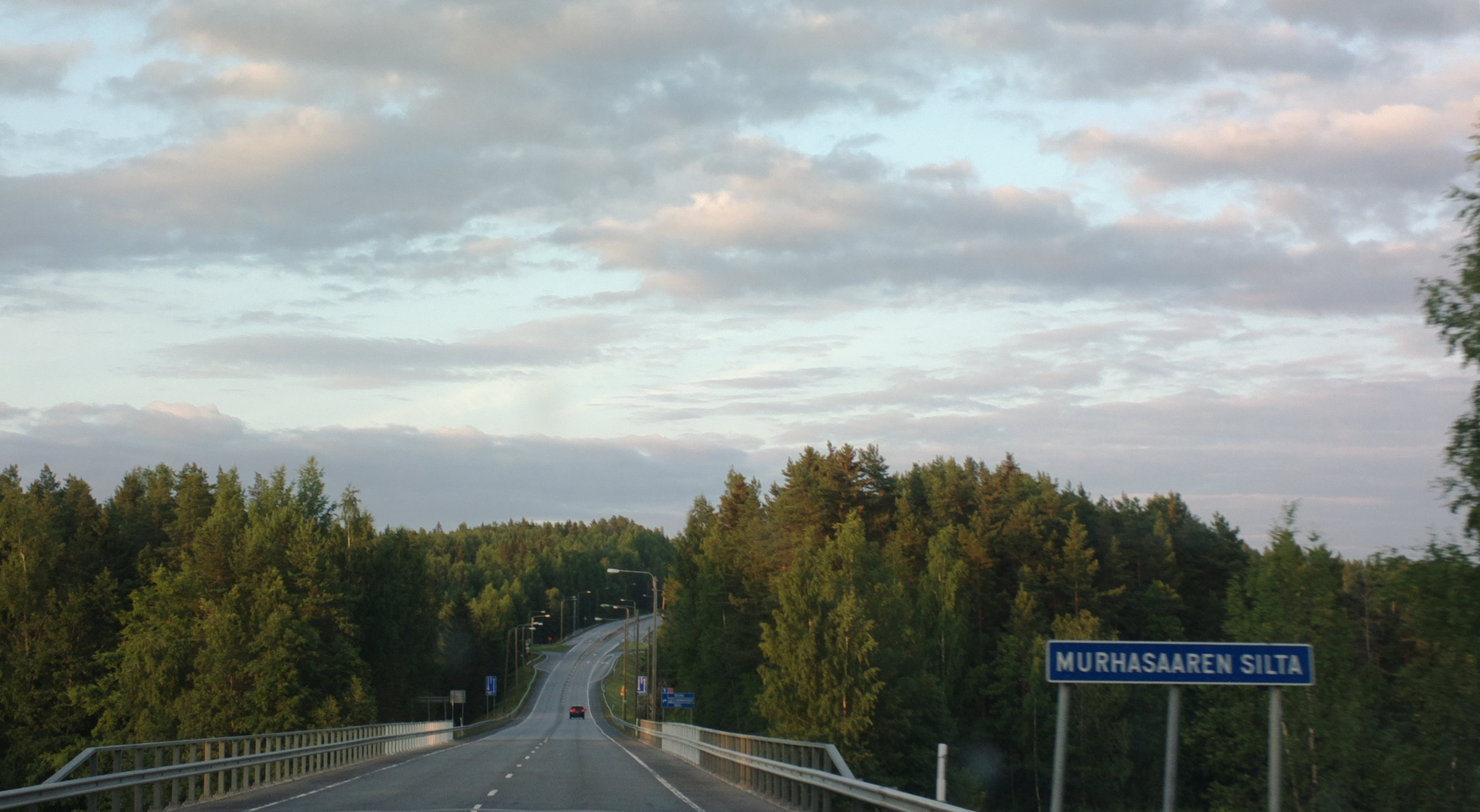
Die Murhasaari-Brücke in Nokia

Die Staatsstraße 11 zweigt von der autobahnmäßig ausgebauten Staatsstraße 3 ab, verläuft südlich von Mouhijärvi, das seit 2009 zu Sastamala gehört, und dem seit 2005 zur Gemeinde Ulvila gehörenden Kullaa vorbei durch dünn besiedeltes Gebiet. Sie endet im Süden von Pori an der Staatsstraße 2.